# HD 99109 b
HD 99109 b é um planeta extra-solar a aproximadamente 197 anos-luz de distância na constelação de Leão. O planeta foi confirmado em 2006 como orbitando a estrela anã laranja HD 99109. O planeta tem cerca de metade da massa de Júpiter, classificando o planeta como um planeta joviano. A excentricidade orbital é aproximadamente a mesma de Marte.